# St. Johann (Sankt Thomas)
St. Johann ist ein Weiler der Ortsgemeinde Sankt Thomas im Eifelkreis Bitburg-Prüm in Rheinland-Pfalz.

## Geographische Lage
St. Johann liegt rund 3,1 km nördlich des Hauptortes Sankt Thomas in Tallage. Der Weiler ist von ausgedehntem Waldbestand (Kyllwald) sowie einigen wenigen landwirtschaftlichen Nutzflächen umgeben. In St. Johann mündet der Katzbach in die Kyll. Der Weiler bildet ein Sackgassendorf und ist nur aus Richtung Zendscheid erreichbar.

## Geschichte
St. Johann wird erstmals 1380 durch die dortige Wallfahrtskapelle erwähnt. Der Weiler bestand im Jahre 1843 aus zwei Gebäuden, die insgesamt von 16 Menschen bewohnt wurden. In neuerer Zeit wurden einige weitere Gebäude errichtet.
Zur besseren Erreichbarkeit des Weilers diente eine ehemalige Furt durch die Kyll, welche aus der Zeit um 1895 stammt. Diese entdeckte man wenig nördlich der heutigen Brücke aus Richtung Sankt Thomas.
Im Jahre 1908 entdeckte man auf der Gemarkung des Weilers einige tierische Versteinerungen. Die beiden Fundstellen befinden sich im ursprünglichen Ortskern sowie etwas südwestlich von St. Johann.

## Kultur und Sehenswürdigkeiten

### Hofgut mit Wegekreuz
Der heutige Weiler ist aus dem Hofgut St. Johann hervorgegangen. Dieses wurde 1381 erstmals erwähnt und vermutlich im Jahre 1754 neu errichtet. Es gehörte zur Burg Seinsfeld. Das Anwesen besteht heute aus einem stattlichen Wohnhaus mit zwei Geschossen sowie einem dreiflügligen Wirtschaftshof. Das Gebäude wurde durch Umbauten und Erweiterungen in jüngerer Zeit stark verändert. Original erhalten geblieben sind ein großer Wappenstein sowie ein Fragment eines gotischen Maßwerkfensters.
Vor dem westlichen Giebel des Hofguts befindet sich ein Wegekreuz. Dieses wurde im Jahre 1880 von den damaligen Bewohnern errichtet. Das Kreuz besteht aus einem Sockel, einem zweiteiligen Schaft mit Inschrift und Jahreszahl sowie einem hohen Abschlusskreuz mit Corpus.
Siehe auch: Liste der Kulturdenkmäler in Sankt Thomas (Eifel)

### Wallfahrtskapelle
Die erste Kapelle im Weiler stammte aus dem Jahre 1380, wurde aber 1953 durch einen Neubau ersetzt. Jährlich am 24. Juni (Johannistag) findet eine Wallfahrt der Bewohner von Sankt Thomas nach St. Johann statt. Die Kapelle wird in diesem Zusammenhang auch für Gottesdienste genutzt.

### Naherholung
Sehenswert ist in St. Johann zudem eine Linde in unmittelbarer Nähe zum Hofgut. Diese bildet heute ein Naturdenkmal.
Nach St. Johann führen zwei Wanderwege mit Längen von 10,7 und 12,7 km. Beide führen aus Zendscheid in Richtung Sankt Thomas und teils auch durch den ausgedehnten Kyllwald. Highlights am Weg sind unter anderem das Kloster Sankt Thomas und die Wallfahrtskapelle in St. Johann. Weitere Wanderwege befinden sich vor allem im Hauptort.
Siehe auch: Liste der Naturdenkmale in Sankt Thomas (Eifel)

## Verkehr
Es existiert eine regelmäßige Busverbindung ab Usch-Zendscheid sowie ab Sankt Thomas.
St. Johann ist durch eine Gemeindestraße erschlossen. Diese endet im Weiler und mündet in einen Wirtschaftsweg. Westlich der Ansiedlung verläuft die Landesstraße 24 von Sankt Thomas in Richtung Zendscheid.